# Hutchinson (Kansas)
Hutchinson è una city degli Stati Uniti d'America, capoluogo della Contea di Reno in Kansas.
Nei pressi di Hutchinson si trova il Kansas Cosmosphere and Space Center, che ospita molti veicoli spaziali, originali o ricostruiti.
Nel 1896 vi nacque il regista Richard Thorpe.